# Компакт (формат газети)
«Компактна газета» (анг. compact newspaper) — широкоформатна таблоїдна газета, поширена у Великій Британії. Термін набув вжитку, коли Independent почав видавати менші видання для пасажирів громадського транспорту в Лондоні, задля більш комфортабельного читання в русі.
Читачам з інших куточків країни сподобався новий формат, а The Independent представив його на національному рівні. The Times і The Scotsman копіювали формат, коли продажі Independent зросли, отож відтепер друкуються виключно в компактному форматі після випробного періоду, протягом якого одночасно видавалися великі формати і компактні версії. Видання The Independent опублікувало своє останнє паперове видання 20 березня 2016 року, і тепер доступне тільки в Інтернеті.